# Cử nhân tài chính
Cử nhân tài chính là người sau khi tốt nghiệp chuyên ngành tài chính được trang bị nền tảng cần thiết và các công cụ để xây dựng một sự nghiệp thành công trong lĩnh vực tài chính. Chương trình học của một cử nhân tài chính thường tập trung vào những hiểu biết toàn diện về quản lý tài chính, giám định, kỹ năng giao tiếp và hiểu biết chuyên nghiệp.

## Đào tạo cử nhân tài chính
Cử nhân Tài chính nghiên cứu về các luồng tiền và cách tốt nhất để nâng cao và phân bổ tiền và nguồn lực cho một cá nhân hay doanh nghiệp. Cụ thể là các cử nhân phải có trình độ về thống kê học, lý thuyết kinh tế vi mô, vĩ mô, pháp luật và các quy tắc kinh doanh, tài chính, mô hình hóa, và thương mại quốc tế và đầu tư.
Do vậy, chương trình học dành cho cử nhân về tài chính nói chung bao gồm các môn học như xác suất thống kê, kinh tế, kế toán các chính sách và thủ tục, ngân sách của doanh nghiệp và phương pháp phân tích tài chính. Chương trình học nâng cao thường bao gồm các môn như lựa chọn giá hoặc  định giá trái phiếu và quản lý rủi ro. Ngoài ra sinh viên có thể học thêm bổ sung các môn học như các khoản đầu tư, thuế, quy hoạch bất động sản và môn học lãnh đạo.
Sinh viên tốt nghiệp với bằng cử nhân về tài chính có đầy đủ các kiến thức để hoạt động trên các lĩnh vực nghề nghiệp liên quan đến tài chính trong các tổ chức tư nhân, các tổ chức công và phi lợi nhuận. Hầu hết các cử nhân tài chính sau khi tốt nghiệp công tác trong các ngành  dịch vụ tài chính như trong các lĩnh vực ngân hàng thương mại, kế hoạch tài chính, ngân hàng đầu tư, quản lý tiền bạc, bảo hiểm và bất động sản. Sinh viên tốt nghiệp với bằng cử nhân về tài chính có thể mong đợi để kiếm được một mức lương trung bình từ $ 42.180 và $ 88.093/ năm

## Cơ hội nghề nghiệp cho các cử nhân tài chính
Cử nhân Tài chính sau khi tốt nghiệp thường theo đuổi các vị trí làm công việc quản lý tài chính, có thể là quản lý tài chính cho cá nhân, doanh nghiệp, hoặc công cộng. Đây là một số ngành nghề điển hình cho những người có bằng Cử nhân ngành Tài chính:

### Kế toán
Kế toán tư vấn cho các doanh nghiệp, người hoặc tổ chức về cách tốt nhất để quản lý tiền bạc của họ. Theo Cục Thống kê Lao động (www.bls.gov), thu nhập trung bình cho kế toán tại Hoa Kỳ trong năm 2004 là $ 50.700.

### Phân tích Tài chính
Các nhà phân tích tài chính làm việc ở một tổ chức hoặc là tự làm chủ và làm việc với các khách hàng trên cơ sở hợp đồng. Trách nhiệm của họ bao gồm đưa ra hướng dẫn cho các doanh nghiệp, tổ chức giúp họ ra quyết định đầu tư. Theo Cục Thống kê Lao động (www.bls.gov) của Mỹ, các nhà phân tích tài chính thu được một thu nhập trung bình $ 61.910 trong năm 2004.

## Các chương trình đào tạo cử nhân tài chính quốc tế
Đào tạo cử nhân tài chính ở Việt Nam chủ yếu được các trường Đại học thuộc khối kinh tế đào tạo. Tuy nhiên, nguồn nhân lực này ở nước ta chất lượng còn thấp và thiếu. Hiện nay, các chương trình cử nhân tài chính học trong nước nhưng học theo tiêu chuẩn quốc tế là một nhu cầu cần thiết. Các chương trình đào tạo cử nhân tài chính liên kết với các đại học lớn đã phát triển và ngày càng phong phú. Trong đó phải kể đến các chương trình cử nhân Quản trị Tài chính - Ngân hàng do Đại học Bolton - Vương quốc Anh đào tạo và cấp bằng tại Trường Đại học Ngân hàng TP.HCM, cử nhân Tài chính do Đại học Gloucestershire Anh quốc cấp bằng và học tại học viện Tài chính Hà Nội; Cử nhân Tài chính của đại học Sunderland ; Cử nhân Tài chính trực tuyến...